# Делуиз, Дом
Домини́к Делу́из (англ. Dominick DeLuise, известен как Дом Делуиз; 1 августа 1933 — 4 мая 2009) — американский актёр-комик, продюсер, режиссёр, а также кулинар. Более всего известен по ролям в фильмах Мела Брукса «Двенадцать стульев», «Сверкающие сёдла», «Немое кино», «Всемирная история, часть первая», «Космические яйца» и «Робин Гуд: Мужчины в трико».

## Биография
Родился в Нью-Йорке в итальянской семье. Он был младшим из троих детей, имея старшего брата Николаса Делуиза и старшую сестру Антуанетту Делуиз-Даурио.
Как комедийный актёр фигурировал в нескольких сериалах на телевидении, регулярно появлялся в полнометражных картинах, бродвейских постановках и озвучивал мультфильмы.
Увлекался кулинарией, стал шеф-поваром, вёл соответствующее ток-шоу и издал несколько книг по кулинарии.
Его сыновья пошли по стопам отца: Питер Делуиз (режиссёр и актёр), Дэвид Делуиз и Майкл Делуиз (оба — актёры).
Умер 4 мая 2009 года в возрасте 75 лет от почечной недостаточности, до этого больше года боролся с раком.

## Избранная фильмография
| Год  |    | Русское название                             | Оригинальное название                              | Роль                         |
| ---- | -- | -------------------------------------------- | -------------------------------------------------- | ---------------------------- |
| 1964 | ф  | Система безопасности                         | Fail-Safe                                          | сержант Коллинз              |
| 1970 | ф  | Двенадцать стульев                           | The Twelve Chairs                                  | отец Фёдор                   |
| 1974 | ф  | Сверкающие сёдла                             | Blazing Saddles                                    | Бадди Бизарр                 |
| 1975 | ф  | Приключения хитроумного брата Шерлока Холмса | The Adventures of Sherlock Holmes’ Smarter Brother | Гамбетти                     |
| 1976 | ф  | Немое кино                                   | Silent Movie                                       | Дом Бэлл                     |
| 1977 | ф  | Великий герой-любовник                       | World’s Greatest Lover                             | Адольф Зитс                  |
| 1980 | ф  | Толстяк                                      | Fatso                                              | Доминик Динаполи             |
| 1980 | ф  | Последняя супружеская пара в Америке         | The Last Married Couple In America                 | Уолтер Холмс                 |
| 1980 | ф  | Полицейский и бандит 2                       | The Smokey And The Bandit II                       | Док                          |
| 1981 | ф  | Всемирная история, часть первая              | History of the World: Part I                       | Нерон                        |
| 1981 | ф  | Гонки «Пушечное ядро»                        | The Cannonball Run                                 | Виктор Принзим               |
| 1982 | ф  | Самый приятный бордель в Техасе              | The Best Little Whorehouse In Texas                | Мелвин                       |
| 1986 | ф  | Медовый месяц с призраками                   | Haunted Honeymoon                                  | тётя Кейт                    |
| 1987 | ф  | Космические яйца                             | The Spaceballs                                     | гангстер Пицца-Хат           |
| 1989 | мф | Все псы попадают в рай                       | All Dogs Go To Heaven                              | Итчи Итчифорд                |
| 1990 | ф  | Сдвиг по фазе                                | Loose Cannons                                      | Гарри Гуттерман              |
| 1991 | ф  | Сумасшедшая история                          | Driving Me Crazy                                   | мистер Би                    |
| 1992 | ф  | Манчи                                        | Munchie                                            | Манчи                        |
| 1992 | в  | Почти беременна                              | Almost Pregnant                                    | доктор Бекхарт               |
| 1993 | ф  | Робин Гуд: Мужчины в трико                   | Robin Hood: Men In Tights                          | Дон Джованни                 |
| 1993 | ф  | Молчание ветчины                             | The Silence Of The Hams                            | доктор Анимал Каннибал Пицца |
| 1995 | тф | Оловянный солдатик                           | The Tin Soldier                                    | мистер Фэллон                |
| 1996 | мф | Все псы попадают в рай 2                     | All Dogs Go To Heaven 2                            | Итчи Итчифорд                |
| 2004 | ф  | Женская пьеса                                | Girl Play                                          | Гэбриел                      |

## Кулинарные книги
- A Delicious Sampling of Dom’s Recipes from Eat This … It’ll Make You Feel Better: *"Mama’s Italian Home Cooking and Other Favorites of Family and Friends, Simon & Schuster, 1988
- Eat This … It Will Make You Feel Better: Mama’s Italian Home Cooking and Other Favorites of Family and Friends (также известна как Eat This), Simon & Schuster, 1988
- Eat This Too! It’ll Also Make You Feel Better (также известна как Eat This Too!), Atria, 1997